# Четыркин, Константин Григорьевич
Константин Григорьевич Четыркин (р. 13.02.1951) — российский учёный, доктор физико-математических наук.
Окончил Школу Колмогорова (1968) и физмат МГУ (1973).
Работал в Отделе теоретической физики Института ядерных исследований АН СССР (РАН).
В настоящее время — профессор Технологического института Карлсруэ (Германия), одновременно числится старшим научным сотрудником ИЯИ РАН.
Кандидатская диссертация (1978) — Представления Челлена-Лемана и Йоста-Лемана-Дайсона и их применения к изучению глубоконеупругих лептон-адронных реакций.
Докторская диссертация (1991) — Обобщенная R-операция и эффекты малых расстояний в квантовой теории поля.
Публикации:
- R-операция / К. Г. Четыркин, В. А. Смирнов. — М. : НИИЯФ МГУ, 1989. — 21 с.; 20 см. — (МГУ им. М. В. Ломоносова, НИИ ядер. исслед.; Препр.-89-3/80).
- 00-173: Three-loop non-diagonal current correlators in QCD and NLO corrections to single-top-quark production / K. G. Chetyrkin, M. Steinhauser. — Hamburg, 2000. — 11 стб. : ил.; 30 см; ISSN 0418-9833
- A new approach to evalution of multiloop Feynman integrals [Текст] / K.G. Chetyrkin, F.V. Tkachov. — Moscow : [б. и.], 1979. — 12 с.; 29 см. — (Acad. of sciences of the USSR. Inst. for nuclear research; П-0118).
- Higer order corrections to 6 tot (e⁺e⁻ → hadrons) in quantum chromodynamics [Текст] / K.G. Chetyrkin, A.L. Kataev, F.V. Tkachov. — Moscow : [б. и.], 1979. — 6 с.; 30 см. — (Acad. of sciences of the USSR. Inst. for nuclear research; П-0126).